# Snowboard ai XXII Giochi olimpici invernali - Slalom parallelo maschile
Tra le competizione dello snowboard che si terranno ai XXII Giochi olimpici invernali di Soči (in Russia) ci sarà lo slalom parallelo maschile. L'evento è previsto per il 22 febbraio e si svolgerà sul tracciato di Krasnaja Poljana.
Questa competizione è presente per la prima volta ai Giochi olimpici, mentre da anni fa parte del programma dei Mondiali. Trattandosi di nuovo evento, non c'era nessun atleta che deteneva precedentemente il titolo.
Campione olimpico si è laureato il russo Vic Wild, che ha preceduto in finale lo sloveno Žan Košir, medaglia d'argento, la finale per la medaglia di bronzo è andata all'austriaco Benjamin Karl.

## Risultati

### Qualificazioni
| Pos. | Atleta             | Nazionale     | Pista rossa | Pista blu | Totale  | Note |
| ---- | ------------------ | ------------- | ----------- | --------- | ------- | ---- |
| 1    | Vic Wild           | Russia        | 28"20       | 29"76     | 57"96   | Q    |
| 2    | Žan Košir          | Slovenia      | 28"74       | 30"18     | 58"92   | Q    |
| 3    | Lukas Mathies      | Austria       | 29"48       | 29"45     | 58"93   | Q    |
| 4    | Benjamin Karl      | Austria       | 28"81       | 30"14     | 58"95   | Q    |
| 5    | Patrick Bussler    | Germania      | 29"34       | 29"67     | 59"01   | Q    |
| 6    | Simon Schoch       | Svizzera      | 30"03       | 29"05     | 59"08   | Q    |
| 7    | Nevin Galmarini    | Svizzera      | 29"05       | 30"08     | 59"13   | Q    |
| 8    | Kaspar Fluetsch    | Svizzera      | 30"14       | 29"24     | 59"38   | Q    |
| 9    | Roland Fischnaller | Italia        | 29"57       | 29"86     | 59"43   | Q    |
| 10   | Sylvain Dufour     | Francia       | 29"73       | 29"70     | 59"43   | Q    |
| 11   | Aaron March        | Italia        | 29"52       | 29"92     | 59"44   | Q    |
| 12   | Rok Marguč         | Slovenia      | 29"78       | 29"74     | 59"52   | Q    |
| 13   | Andreas Prommegger | Austria       | 30"26       | 29"32     | 59"58   | Q    |
| 14   | Stefan Baumeister  | Germania      | 29"70       | 30"02     | 59"72   | Q    |
| 15   | Jasey Jay Anderson | Canada        | 29"71       | 30"06     | 59"77   | Q    |
| 16   | Michael Lambert    | Canada        | 29"61       | 30"19     | 59"80   | Q    |
| 17   | Anton Unterkofler  | Austria       | 30"10       | 29"70     | 59"80   |      |
| 18   | Matthew Morison    | Canada        | 30"00       | 29"96     | 59"96   |      |
| 19   | Yosyf Penyak       | Ucraina       | 30"86       | 29"31     | 1'00"17 |      |
| 20   | Christoph Mick     | Italia        | 30"15       | 30"07     | 1'00"22 |      |
| 21   | Radoslav Yankov    | Bulgaria      | 30"19       | 30"05     | 1'00"24 |      |
| 22   | Rok Flander        | Slovenia      | 30"64       | 29"66     | 1'00"30 |      |
| 23   | Bong-Shik Shin     | Corea del Sud | 29"76       | 30"56     | 1'00"32 |      |
| 24   | Alexander Bergmann | Germania      | 30"42       | 30"18     | 1'00"60 |      |
| 25   | Meinhard Erlacher  | Italia        | 30"54       | 30"08     | 1'00"62 |      |
| 26   | Sang-Kyum Kim      | Corea del Sud | 31"06       | 31"29     | 1'02"35 |      |
| 27   | Andrey Sobolev     | Russia        | 29"02       | 33"68     | 1'02"70 |      |
| 28   | Stanislav Detkov   | Russia        | 31"03       | DSQ       | DSQ     | DSQ  |
|      | Izidor Sustersic   | Slovenia      | DSQ         | —         | DSQ     | DSQ  |
|      | Valery Kolegov     | Russia        | DSQ         | —         | DSQ     | DSQ  |
|      | Philipp Schoch     | Svizzera      | —           | DSQ       | DSQ     | DSQ  |
|      | Justin Reiter      | Stati Uniti   | DSQ         | —         | DSQ     | DSQ  |

### Fase ad eliminazione diretta
| Ottavi di finale | Ottavi di finale   | Ottavi di finale |  |  | Quarti di finale | Quarti di finale   | Quarti di finale |  |  | Semifinali | Semifinali    | Semifinali |  |             | Finale      | Finale        | Finale |
|                  |                    |                  |  |  |                  |                    |                  |  |  |            |               |            |  |             |             |               |        |
| 3                | Vic Wild           |                  |  |  |                  |                    |                  |  |  |            |               |            |  |             |             |               |        |
| 17               | Michael Lambert    | +1"78            |  |  | 3                | Vic Wild           |                  |  |  |            |               |            |  |             |             |               |        |
| 12               | Roland Fischnaller |                  |  |  | 12               | Roland Fischnaller | +0"52            |  |  |            |               |            |  |             |             |               |        |
| 18               | Kaspar Fluetsch    | +0"11            |  |  |                  |                    |                  |  |  | 3          | Vic Wild      |            |  |             |             |               |        |
| 21               | Patrick Bussler    |                  |  |  |                  |                    |                  |  |  | 1          | Benjamin Karl | +0"04      |  |             |             |               |        |
| 5                | Rok Marguč         | +0"84            |  |  | 21               | Patrick Bussler    | +0"15            |  |  |            |               |            |  |             |             |               |        |
| 1                | Benjamin Karl      |                  |  |  | 1                | Benjamin Karl      |                  |  |  |            |               |            |  |             |             |               |        |
| 10               | Andreas Prommegger | +0"19            |  |  |                  |                    |                  |  |  |            |               |            |  |             | 3           | Vic Wild      |        |
| 2                | Lukas Mathies      |                  |  |  |                  |                    |                  |  |  |            |               |            |  |             | 7           | Žan Košir     | +0"11  |
| 23               | Stefan Baumeister  | +0"45            |  |  | 2                | Lukas Mathies      | +0"29            |  |  |            |               |            |  |             |             |               |        |
| 13               | Aaron March        |                  |  |  | 13               | Aaron March        |                  |  |  |            |               |            |  |             |             |               |        |
| 8                | Simon Schoch       | DSQ              |  |  |                  |                    |                  |  |  | 13         | Aaron March   | +11"94     |  |             |             |               |        |
| 9                | Nevin Galmarini    |                  |  |  |                  |                    |                  |  |  | 7          | Žan Košir     |            |  |             |             |               |        |
| 11               | Sylvain Dufour     | DSQ              |  |  | 9                | Nevin Galmarini    | +0"20            |  |  |            |               |            |  | Terzo posto | Terzo posto | Terzo posto   |        |
| 7                | Žan Košir          |                  |  |  | 7                | Žan Košir          |                  |  |  |            |               |            |  |             | 4           | Benjamin Karl |        |
| 22               | Jasey Anderson     | +0"44            |  |  |                  |                    |                  |  |  |            |               |            |  |             | 11          | Aaron March   | +16"25 |

### Classifica finale
| Pos. | Atleta             | Nazione  |
| ---- | ------------------ | -------- |
|      | Vic Wild           | Russia   |
|      | Žan Košir          | Slovenia |
|      | Benjamin Karl      | Austria  |
| 4    | Aaron March        | Italia   |
| 5    | Lukas Mathies      | Austria  |
| 6    | Patrick Bussler    | Germania |
| 7    | Nevin Galmarini    | Svizzera |
| 8    | Roland Fischnaller | Italia   |
| 9    | Simon Schoch       | Svizzera |
| 10   | Kaspar Fluetsch    | Svizzera |
| 11   | Sylvain Dufour     | Francia  |
| 12   | Rok Marguč         | Slovenia |
| 13   | Andreas Prommegger | Austria  |
| 14   | Stefan Baumeister  | Germania |
| 15   | Jasey Jay Anderson | Canada   |
| 16   | Michael Lambert    | Canada   |

Data: Sabato 22 febbraio 2014

Qualificazioni

Ora locale: 09:00

Fase ad eliminazione diretta

Ora locale: 13:15
Legenda:
- DNS = non partito (did not start)
- DNF = prova non completata (did not finish)
- DSQ = squalificato (disqualified)
- Pos. = posizione